# Gennaro Delvecchio
Gennaro Delvecchio (Barletta, 25 marzo 1978) è un dirigente sportivo, allenatore di calcio ed ex calciatore italiano, di ruolo centrocampista.

## Caratteristiche tecniche

### Giocatore
Delvecchio era un centrocampista, abile negli inserimenti senza palla, efficace nel contrastare gli avversari e recuperare la sfera.
In Serie A si è ritrovato a giocare per due volte come portiere. La prima durante la sua prima permanenza a Lecce per sostituire l'espulso Sicignano in Treviso-Lecce (2-1), mentre la seconda il 17 settembre 2006, nel corso di Reggina-Sampdoria (0-1), a pochi minuti dal termine prese il posto in porta dell'infortunato Gianluca Berti, rendendosi autore di una parata su una conclusione di Mesto.

## Carriera

### Giocatore

#### Club
Inizia a giocar a calcio nel settore giovanile del Barletta. Dopo aver giocato alcuni anni nelle serie minori, nel 2005 passa a parametro zero alla Sampdoria, che il 30 agosto lo cede in prestito al Lecce. Esordisce in Serie A l'11 settembre 2005 in Lecce-Ascoli (0-0). Termina l'annata con 29 presenze e 4 reti, rientrando alla Sampdoria. Esordisce con i blucerchiati il 10 settembre 2006 in Sampdoria-Empoli (1-2), subentrando al 53' al posto di Daniele Franceschini e rimediando un'espulsione per doppia ammonizione. Il 16 agosto 2007 esordisce nelle competizioni europee in Hajduk Spalato-Sampdoria (0-1), valida per l'accesso alla fase a gironi di Coppa UEFA. Il 20 settembre 2007 mette a segno contro l'Aalborg la sua prima rete nelle competizioni europee. Il 1º febbraio 2009, nel corso di Chievo-Sampdoria (1-1), a seguito di uno scontro con Andrea Mantovani, riporta un principio di trombosi e la paralisi del nervo della gamba destra. Rientra in campo il 5 aprile contro il Napoli (2-2 il finale), sostituendo Paolo Sammarco al 30' della ripresa.
Il 30 giugno 2009 torna al Catania, sottoscrivendo un contratto triennale. Il 20 maggio 2010 si aggrega al Milan per partecipare ad una tournée di amichevoli negli Stati Uniti. Il 18 gennaio 2011 passa in prestito con diritto di riscatto all'Atalanta, in Serie B. Mette a segno la sua prima rete con gli orobici il 7 maggio contro il Portogruaro, partita che decreta il ritorno in Serie A dei bergamaschi. Il 30 gennaio 2012 passa a titolo definitivo al Lecce. Termina l'annata – conclusa con la retrocessione in Serie B (il Lecce verrà poi retrocesso d'ufficio in Lega Pro Prima Divisione dopo i verdetti delle sentenze sul calcioscommesse) – con 16 presenze.
Il 31 agosto 2012 passa a titolo definitivo al Grosseto, firmando un contratto biennale. Esordisce con i maremmani il giorno successivo contro il Cittadella, subentrando al 43' al posto di Yaw Asante. Poco impiegato nella prima parte di stagione (nella quale non aveva reso al meglio delle aspettative), sia a causa di un infortunio rimediato alla costola contro l'Empoli, sia per via di alcuni motivi di natura personale, con il ritorno in panchina di Francesco Moriero torna ad essere utilizzato con continuità, diventando capitano della squadra. Nella seconda metà di stagione risulta uno dei più positivi tra i toscani per rendimento. Il 10 dicembre 2013 rescinde consensualmente il contratto che lo legava alla società biancorossa.
Il 27 dicembre 2013 firma un contratto di sei mesi con il Bari, in Serie B. Esordisce con i galletti  il 25 gennaio 2014 in Bari-Reggina (0-1), subentrando al 71' al posto di Cristian Galano. A fine stagione si ritira.

#### Nazionale
Il 12 agosto 2006 viene convocato in nazionale dal CT Roberto Donadoni in vista dell'amichevole contro la Croazia. Esordisce con gli azzurri quattro giorni dopo in Italia-Croazia (0-2). Lascia il terreno di gioco all'85', venendo sostituito da Antonio Di Natale.

### Allenatore e dirigente
Il 22 agosto 2014 viene nominato responsabile dell'area tecnica del Barletta. Il 15 marzo 2015 rassegna le dimissioni. Il 14 luglio 2015 viene annunciato il suo ingresso nello staff tecnico del Melfi, nel ruolo di vice-allenatore alle spalle di Giuseppe Palumbo. Il 23 novembre Palumbo e il suo staff vengono sollevati dall'incarico.
Successivamente diventa il nuovo responsabile del settore giovanile del Bari, fino al fallimento del club nel 2018. Il 17 luglio dello stesso anno viene nominato responsabile del settore giovanile del Lecce, ruolo che ricopre fino al 30 giugno 2023.
Nel luglio 2023 approda a Verona dove affianca Sean Sogliano. Nel giugno 2024 viene nominato direttore sportivo del Cosenza, ruolo che lascerà il 3 luglio 2025.

## Statistiche

### Presenze e reti nei club
| Stagione              | Squadra               | Campionato            | Campionato | Campionato | Coppe nazionali | Coppe nazionali | Coppe nazionali | Coppe continentali | Coppe continentali | Coppe continentali | Altre coppe | Altre coppe | Altre coppe | Totale | Totale |
| Stagione              | Squadra               | Comp                  | Pres       | Reti       | Comp            | Pres            | Reti            | Comp               | Pres               | Reti               | Comp        | Pres        | Reti        | Pres   | Reti   |
| --------------------- | --------------------- | --------------------- | ---------- | ---------- | --------------- | --------------- | --------------- | ------------------ | ------------------ | ------------------ | ----------- | ----------- | ----------- | ------ | ------ |
| 1995-1996             | Melfi                 | CND                   | 32         | 1          | -               | -               | -               | -                  | -                  | -                  | -           | -           | -           | 32     | 1      |
| 1996-1997             | Melfi                 | CND                   | 32         | 8          | -               | -               | -               | -                  | -                  | -                  | -           | -           | -           | 32     | 8      |
| 1997-1998             | Melfi                 | CND                   | 33         | 6          | -               | -               | -               | -                  | -                  | -                  | -           | -           | -           | 33     | 6      |
| Totale Melfi          | Totale Melfi          | Totale Melfi          | 97         | 15         |                 | -               | -               |                    | -                  | -                  |             | -           | -           | 97     | 15     |
| 1998-1999             | Giulianova            | C1                    | 1          | 0          | CI-C            | -               | -               | -                  | -                  | -                  | -           | -           | -           | 1      | 0      |
| 1999-2000             | Castrovillari         | C2                    | 29         | 3          | CI-C            | -               | -               | -                  | -                  | -                  | -           | -           | -           | 29     | 3      |
| ago.-set. 2000        | Catania               | C1                    | 0          | 0          | CI-C            | 3               | 0               | -                  | -                  | -                  | -           | -           | -           | 3      | 0      |
| set. 2000-2001        | Catanzaro             | C2                    | 26+2       | 2          | CI-C            | -               | -               | -                  | -                  | -                  | -           | -           | -           | 28     | 2      |
| 2001-2002             | Sambenedettese        | C2                    | 22+4       | 2+1        | CI-C            | 1               | 1               | -                  | -                  | -                  | -           | -           | -           | 27     | 4      |
| 2002-2003             | Sambenedettese        | C1                    | 30+2       | 5          | CI-C            | 2               | 0               | -                  | -                  | -                  | -           | -           | -           | 34     | 5      |
| Totale Sambenedettese | Totale Sambenedettese | Totale Sambenedettese | 52+6       | 7+1        |                 | 3               | 1               |                    | -                  | -                  |             | -           | -           | 61     | 9      |
| 2003-2004             | Catania               | B                     | 27         | 8          | CI              | 1               | 0               | -                  | -                  | -                  | -           | -           | -           | 28     | 8      |
| 2004-2005             | Perugia               | B                     | 33+4       | 6          | CI              | 2               | 0               | -                  | -                  | -                  | -           | -           | -           | 39     | 6      |
| 2005-2006             | Lecce                 | A                     | 29         | 4          | CI              | -               | -               | -                  | -                  | -                  | -           | -           | -           | 29     | 4      |
| 2006-2007             | Sampdoria             | A                     | 31         | 5          | CI              | 7               | 2               | -                  | -                  | -                  | -           | -           | -           | 38     | 7      |
| 2007-2008             | Sampdoria             | A                     | 26         | 2          | CI              | 3               | 0               | I+CU               | 0+4                | 1                  | -           | -           | -           | 33     | 3      |
| 2008-2009             | Sampdoria             | A                     | 28         | 6          | CI              | 4               | 0               | CU                 | 6                  | 0                  | -           | -           | -           | 38     | 6      |
| Totale Sampdoria      | Totale Sampdoria      | Totale Sampdoria      | 85         | 13         |                 | 14              | 2               |                    | 10                 | 1                  |             | -           | -           | 109    | 16     |
| 2009-2010             | Catania               | A                     | 17         | 0          | CI              | 2               | 0               | -                  | -                  | -                  | -           | -           | -           | 19     | 0      |
| 2010-gen. 2011        | Catania               | A                     | 7          | 0          | CI              | 3               | 0               | -                  | -                  | -                  | -           | -           | -           | 10     | 0      |
| gen.-giu. 2011        | Atalanta              | B                     | 15         | 1          | CI              | -               | -               | -                  | -                  | -                  | -           | -           | -           | 15     | 1      |
| 2011-gen. 2012        | Catania               | A                     | 13         | 1          | CI              | 0               | 0               | -                  | -                  | -                  | -           | -           | -           | 13     | 1      |
| Totale Catania        | Totale Catania        | Totale Catania        | 64         | 9          |                 | 9               | 0               |                    | -                  | -                  |             | -           | -           | 73     | 9      |
| gen.-giu. 2012        | Lecce                 | A                     | 16         | 0          | CI              | -               | -               | -                  | -                  | -                  | -           | -           | -           | 16     | 0      |
| ago. 2012             | Lecce                 | 1D                    | -          | -          | CI+CI-LP        | 2+0             | 0               | -                  | -                  | -                  | -           | -           | -           | 2      | 0      |
| Totale Lecce          | Totale Lecce          | Totale Lecce          | 45         | 4          |                 | 2               | 0               |                    | -                  | -                  |             | -           | -           | 47     | 4      |
| ago. 2012-2013        | Grosseto              | B                     | 24         | 5          | CI              | -               | -               | -                  | -                  | -                  | -           | -           | -           | 24     | 5      |
| ago.-dic. 2013        | Grosseto              | 1D                    | 6          | 1          | CI+CI-LP        | 0               | 0               | -                  | -                  | -                  | -           | -           | -           | 6      | 1      |
| Totale Grosseto       | Totale Grosseto       | Totale Grosseto       | 30         | 6          |                 | 0               | 0               |                    | -                  | -                  |             | -           | -           | 30     | 6      |
| dic. 2013-2014        | Bari                  | B                     | 14+2       | 1          | CI              | -               | -               | -                  | -                  | -                  | -           | -           | -           | 16     | 1      |
| Totale carriera       | Totale carriera       | Totale carriera       | 491+14     | 68+1       |                 | 30              | 3               |                    | 10                 | 1                  |             | -           | -           | 545    | 73     |

### Cronologia presenze e reti in nazionale
| Cronologia completa delle presenze e delle reti in nazionale ― Italia | Cronologia completa delle presenze e delle reti in nazionale ― Italia | Cronologia completa delle presenze e delle reti in nazionale ― Italia | Cronologia completa delle presenze e delle reti in nazionale ― Italia | Cronologia completa delle presenze e delle reti in nazionale ― Italia | Cronologia completa delle presenze e delle reti in nazionale ― Italia | Cronologia completa delle presenze e delle reti in nazionale ― Italia | Cronologia completa delle presenze e delle reti in nazionale ― Italia |
| Data                                                                  | Città                                                                 | In casa                                                               | Risultato                                                             | Ospiti                                                                | Competizione                                                          | Reti                                                                  | Note                                                                  |
| --------------------------------------------------------------------- | --------------------------------------------------------------------- | --------------------------------------------------------------------- | --------------------------------------------------------------------- | --------------------------------------------------------------------- | --------------------------------------------------------------------- | --------------------------------------------------------------------- | --------------------------------------------------------------------- |
| 16-8-2006                                                             | Livorno                                                               | Italia                                                                | 0 – 2                                                                 | Croazia                                                               | Amichevole                                                            | -                                                                     | 85’                                                                   |
| Totale                                                                |                                                                       | Presenze                                                              | 1                                                                     |                                                                       | Reti                                                                  | 0                                                                     |                                                                       |

## Palmarès

### Giocatore

#### Club
- Campionato italiano di Serie B: 1

Atalanta: 2010-2011